# Bir Ennasr
Bir Ennasr (franska: Bir Ennasr (CR), Bir Ennasr (Commune Rurale), arabiska: لكناديز) är en kommun i Marocko.   Den ligger i provinsen Benslimane och regionen Casablanca-Settat, i den norra delen av landet, 70 km söder om huvudstaden Rabat. Antalet invånare är 5 195.